# Neptosternus magnus
Neptosternus magnus är en skalbaggsart som beskrevs av Lars Hendrich och Michael Balke 1997. Neptosternus magnus ingår i släktet Neptosternus och familjen dykare. Inga underarter finns listade i Catalogue of Life.